# Георгиевская (Георгиевский район)
Гео́ргиевская — станица в составе Георгиевского района (городского округа) Ставропольского края Российской Федерации.

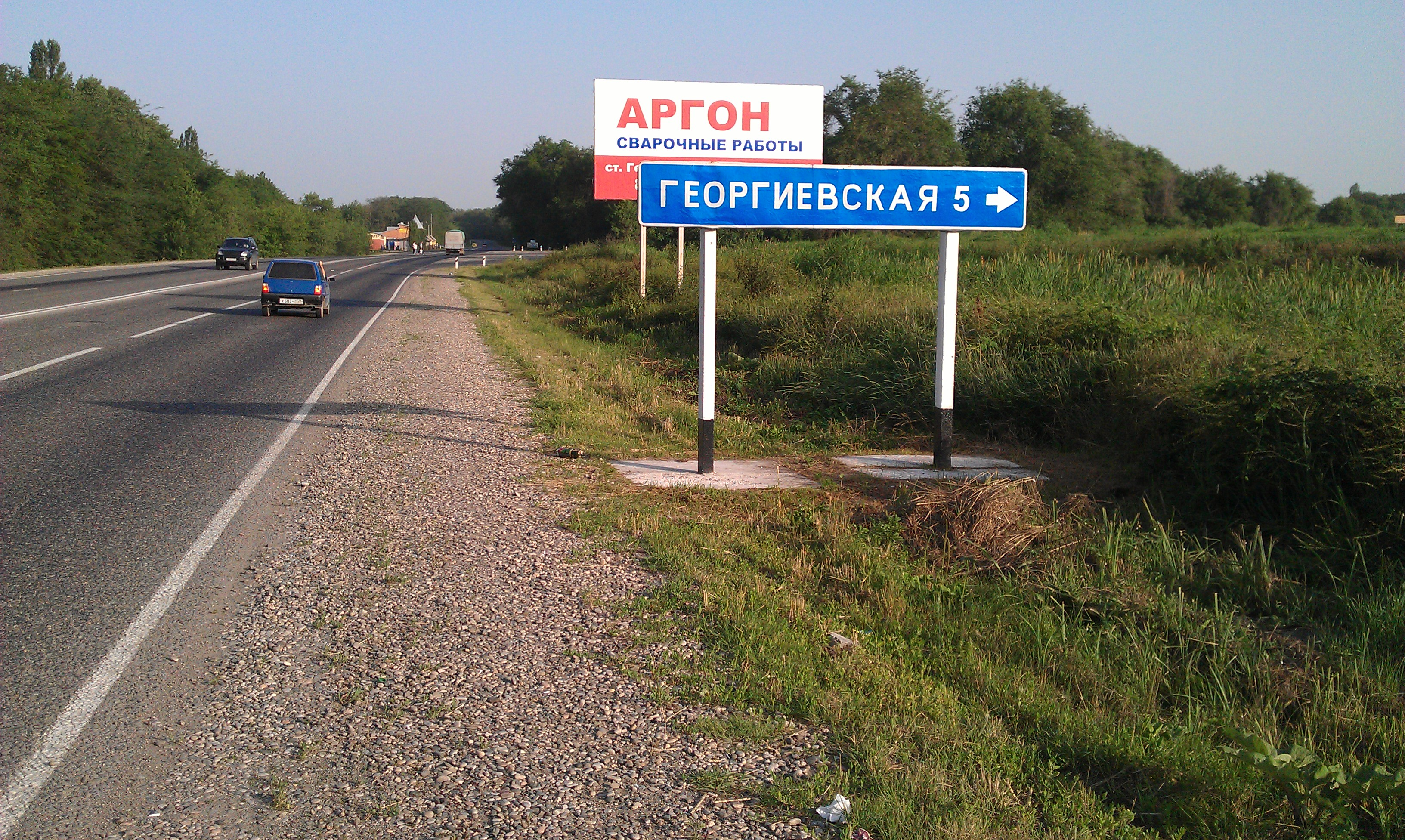
Поворот на станицу Георгиевскую со стороны Георгиевска. Трасса Георгиевск — Новопавловск

## География
Станица вытянута вдоль правого берега реки Подкумок с северо-востока на юго-запад. Есть протока Тёплая Речка. Имеет прямоугольную планировку, застроено около 500 га.
Около станицы проходит автотрасса Георгиевск — Новопавловск и железная дорога участка Георгиевск — Прохладная.
Расстояние до краевого центра: 157 км.
Расстояние до районного центра: 3 км.

## История
В 1777—1779 годах близ одноименных крепостей образованы станицы: Екатериноградская, Георгиевская, Павловская (Павлодольская), Марьинская и Александровская.
Первоначально станица Георгиевская располагалась при крепости Святого Георгия (ныне на территории города Георгиевска, «низовка»). В 1829 году часть её жителей перешла на правый берег верхнего течения Подкумка, основав на этом месте станицу Новогеоргиевскую, или Чурековскую в честь жившего там купца Чурекова. Ныне это станица Георгиевская. Позднее сюда был перенесён станичный центр. (Источники: wikipedia.org и М. А. Якунин, М. И. Федькин «Георгиевск. Историко-краеведческий очерк.» (Ставропольское книжное изд., 1977 г.)
См. также «Географическое положение и население станицы».
10 января 1943 года Георгиевская была освобождена от немецко-фашистских войск.
До 2017 года станица образовывала упразднённое сельское поселение станица Георгиевская.

## Население
| 1782  | 1844  | 1856  | 1858  | 1861  | 1865  | 1870  | 1882  | 1890  |
| ----- | ----- | ----- | ----- | ----- | ----- | ----- | ----- | ----- |
| 1127  | ↘618  | ↗1129 | ↗1242 | ↘1072 | ↗1140 | ↗1142 | ↗1307 | ↗1500 |
| 1911  | 1914  | 1925  | 1926  | 1989  | 2002  | 2010  | 2011  | 2012  |
| ↗2284 | ↗3022 | ↘2744 | ↗3161 | ↗4638 | ↗5511 | ↗6189 | ↗6190 | ↘6182 |
| 2013  | 2014  | 2015  | 2016  | 2017  | 2021  | 2023  |       |       |
| ↗6186 | ↗6213 | ↘6197 | ↘6169 | ↘6151 | ↘5657 | ↘5600 |       |       |

Национальный состав
По итогам переписи населения 2010 года проживали следующие национальности (национальности менее 1 %, см. в сноске к строке «Другие»):
| Национальность | Численность | Процент |
| -------------- | ----------- | ------- |
| Русские        | 5077        | 82,03   |
| Армяне         | 522         | 8,43    |
| Цыгане         | 327         | 5,28    |
| Другие         | 263         | 4,25    |
| Итого          | 6189        | 100,00  |

## Инфраструктура
- Дом культуры
- Библиотека
- Сельская поликлиника
- Отделение Сберегательного банка
- Почта
- В границах станицы расположено открытое кладбище (площадь участка 61 042 м²)[26].

## Образование
- Детский сад № 2 «Дюймовочка»
- Детский сад № 11 «Сказка»
- Средняя общеобразовательная школа № 16

## Экономика
- Нефтеперекачивающая станция «Подкумок»
- Сельхозпредприятие «Рассвет»

## Транспорт
Автобусное сообщение представлено маршрутными такси по единственному маршруту № 103 «Георгиевская — Георгиевск». Периодичность движения частая, за 10—15 минут можно добраться до центра Георгиевска.
В относительной близости от станицы располагается остановочный пункт Тёплая Речка (1873 км) на участке Северо-Кавказской железной дороги Георгиевск—Прохладная. По требованию здесь останавливаются все пригородные поезда, следующие до Минеральных Вод в одном направлении и до Нальчика и Владикавказа в другом направлении.

## Памятники
- Две могилы героев Гражданской войны П. К. Тищенко, А. Н. Острикова, Я. Н. Аксентюк[27]
- Могила неизвестного солдата, погибшего в бою с фашистами[28]
- Могила офицера Советской Армии, погибшего в ВОВ (обелиск)[29]